# Tachov

Situación de Tachov (República Checa).

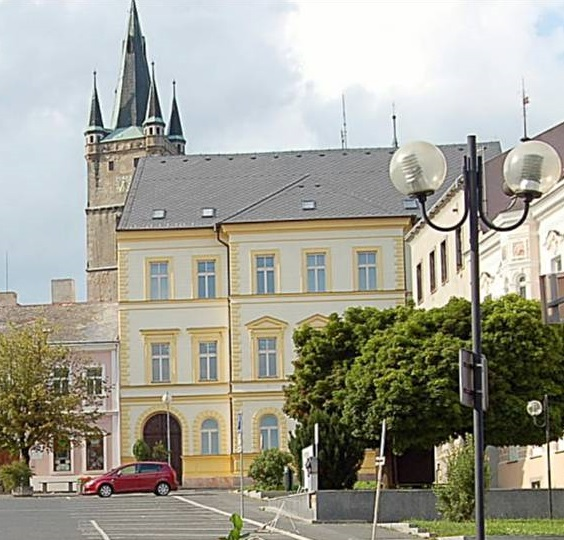
Tachov.

Tachov (también conocida por su nombre alemán Tachau) es una ciudad checa en Bohemia. La ciudad tiene 12 640 habitantes.
Bohemia (Böhmen en alemán) es una de las dos regiones históricas que componen la República Checa, antes parte de Checoslovaquia. La religión predominante es el cristianismo católico y su lengua el checo.